# Professional Coin Grading Service
Le Professional Coin Grading Service (PCGS) est un service américain de classification, d' authentification, d'attribution et d'encapsulation des pièces de monnaie fondé en 1985. L'intention de ses sept négociants fondateurs, dont l'ancien président de la société, David Hall, était de normaliser la classification. L'entreprise possède des divisions en Europe et en Asie, et est détenue par la société mère Collectors Universe (en). Le PCGS a évalué plus de 42,5 millions de pièces, médailles et jetons d'une valeur de plus de 36 milliards de dollars.

## Histoire
Le PCGS a été fondé en 1985 par sept négociants, David Hall, Silvano DiGenova, Bruce Amspacher, Gordon Wrubel, Van Simmons, John Danreuther, Steve Cyrkin,,. L'intention des fondateurs était d'établir des normes de classement définitives, accompagnées d'une garantie de précision du classement,,. Le PCGS a commencé ses activités le 3 février 1986,. Depuis, la société a commencé à classer des pièces étrangères et a établi des divisions en Europe et en Asie. Elle a été rachetée par Collectors Universe,.

## Services
Le PCGS certifie la plupart des pièces américaines et étrangères, ce qui consiste à les classer, les authentifier, les attribuer et les encapsuler dans des supports en plastique transparent et hermétique. Les services du PCGS comprennent des programmes d'étiquetage spéciaux, la désignation « First Strike », True View (photographie de haute qualité), la conservation et la certification à plusieurs niveaux (prix en fonction des valeurs et des délais d'exécution). Les pièces qui sont mal nettoyées, trafiquées, endommagées ou autrement altérées ne seront pas classées numériquement par le PCGS, mais sur demande, elles seront tout de même authentifiées et recevront des notes verbales détaillées,.

## Support des pièces de monnaie
Le support PCGS est en plastique transparent et inerte et est empilable. Les mesures de lutte contre la contrefaçon comprennent un hologramme au dos, des marquages à l'intérieur du support et une puce de communication en champ proche (Near-field communication - NFC) intégrée dans certains supports. Sur le recto de l'insert en papier bleu sont imprimés le type de pièce, la dénomination, le grade, l'attribution, le pedigree (le cas échéant), le numéro de série, le code universel des produits (CUP) et d'autres informations pertinentes,. La première génération d'étuis à pièces PCGS est plus petite et ne présente pas les bords empilables en relief des émissions ultérieures. Leur encart a été imprimé sur du papier blanc ordinaire. Dans certains de ces premiers supports, la pièce est suffisamment lâche pour produire du bruit lors de la manipulation, d'où leur surnom de « cliquetis »,.
Le PCGS a été à un moment donné nommé le service de classement officiel de la Professional Numismatic Guild (PNG) ; à cette époque, le logo PNG figurait sur le support. Ce dessin a été remplacé par un autre lorsque la PNG a changé son affiliation pour la Numismatic Guaranty Corporation (en) (NGC).

## Rapport démographique
Le PCGS tient un recensement de toutes les pièces qu'il a classées depuis sa création, révélant les catégories, la variété et les désignations de chaque émission (telles que « prooflike » pour les dollars Morgan et « full bands » pour les pièces de 10 cents Mercury (en)), ainsi que d'autres informations importantes. L'accès à ce rapport est gratuit et mis à jour quotidiennement sur leur site web, bien qu'une version papier ait été publiée à intervalles mensuels,.
L'analyse du rapport sur la population, et d'un rapport similaire publié par NGC, a permis d'estimer la rareté de certaines pièces. Au fil du temps, ces deux bases de données ont révélé que certaines pièces autrefois considérées comme rares étaient courantes, tandis que d'autres, considérées comme plus courantes, se sont révélées probablement peu nombreuses. Les rapports sur la population sont suivis de près par les professionnels de la numismatique, qui reconnaissent que les chiffres peuvent être gonflés par de multiples soumissions des mêmes pièces détachées de leurs détenteurs et soumises à nouveau dans l'espoir de recevoir une note plus élevée. Les chiffres peuvent également être artificiellement bas en raison de la réticence à soumettre des pièces peu coûteuses, pour un service qui peut coûter plus que la valeur des pièces,.

## CoinFacts
Le PCGS gère CoinFacts, la source unique d'information sur les pièces de monnaie américaines. Ce site gratuit publie des informations sur toutes les émissions de pièces américaines fédérales et la plupart des émissions non fédérales, y compris des statistiques sur leur rareté, les valeurs du guide des prix du PCGS, des données sur leur nombre, les résultats des ventes aux enchères publiques, les variétés de pièces et des photographies,.

## Guide des prix
Le PCGS publie gratuitement une liste partielle en ligne des valeurs des pièces américaines et étrangères. Les valeurs indiquées concernent les pièces certifiées par le PCGS et sont compilées à partir des annonces et des listes de prix des négociants, des prix réalisés aux enchères et des transactions des salons professionnels,.

## Régistre
En 2001, le PCGS a mis en place son programme gratuit Set Registry, qui comprend un tableau en ligne permettant aux collectionneurs de se mesurer les uns aux autres dans des milliers de séries potentielles composées de pièces classées par le PCGS. Plus de 113 000 ensembles sont hébergés. Chaque pièce d'un ensemble se voit attribuer une valeur calculée en fonction de sa rareté relative. Une version du registre est également tenue par le principal concurrent du PCGS, la Numismatic Guaranty Corporation (en).

## Enquête auprès des revendeurs
Une enquête menée auprès des principaux négociants en pièces de monnaie par les associations professionnelles, la Professional Numismatists Guild (PNG) et l'Industry Council For Tangible Assets (ICTA), a révélé la note « supérieure » des négociants pour le PCGS, la plus élevée accordée pour tout service. Sur les dix autres services de classement évalués dans le cadre de l'enquête, seule la Numismatic Guaranty Corporation (NGC) a également reçu cette note. Les répondants à l'enquête ont été invités à donner leur avis professionnel pour évaluer onze services de classement sur la base de douze critères pondérés différents, tels que la précision du classement et de l'authentification. Chaque catégorie a été classée par les répondants sur une échelle de dix points allant de la plus basse, « inacceptable », à la plus haute, « exceptionnelle ».

## Controverses
En 1990, la Commission fédérale du commerce a engagé une action civile contre le PCGS en invoquant des allégations publicitaires exagérées. Un accord a été conclu, dans lequel le PCGS n'a pas admis sa faute mais a accepté de soumettre sa publicité à un examen pendant cinq ans et d'y inclure un avertissement.